# Championnat du Mozambique de football 1981
Navigation
Saison précédente Saison 1987
La saison 1981 du Championnat du Mozambique de football est la sixième édition du championnat de première division au Mozambique. Les clubs participent d'abord à leur championnat régional et les meilleurs de chaque zone se qualifient pour la phase finale nationale. 
C'est le GD Companhia Têxtil do Punguè qui remporte le championnat cette saison après avoir terminé en tête de la poule finale, devant Nova Aliança et le CD Maxaquene. C'est le tout premier titre de champion du Mozambique de l'histoire du club.

## Les clubs participants
| - Maputo City : - CD Costa do Sol - CD Maxaquene - CD Matchedje - Clube Ferroviario de Maputo - Maputo Province : - FC Manisa - Sofala : - Palmeiras de Beira - GD Companhia Têxtil do Punguè - Clube Ferroviário da Beira - Estrela Vermelha de Beira - Nampula : - Muhaivire de Nampula - Inguri de Angoche | - Cabo Delgado : - Estrela Vermelha de Pemba - Niassa : - Estrela Vermelha de Lichinga - Tete : - Desportivo de Tete - Zambézia : - Palmeiras de Quelimane - Sesel de Luabo - Manica : - Textáfrica do Chimoio - Gaza : - FC Tavene - Inhambane : - Nova Aliança |

## Compétition

### Tour préliminaire
Les dix-neuf clubs qualifiés sont répartis en trois poules géographiques et affrontent une seule fois chacun de leurs adversaires. Seuls les deux premiers se qualifient pour la poule finale.
| Rang | Équipe                       | Pts | J | G | N | P | Bp | Bc | Diff |
| ---- | ---------------------------- | --- | - | - | - | - | -- | -- | ---- |
| 1    | Sesel de Luabo               | 8   | 5 | 3 | 2 | 0 | 10 | 3  | +7   |
| 2    | Palmeiras de Quelimane       | 7   | 5 | 3 | 1 | 1 | 9  | 2  | +7   |
| 3    | Muhaivire de Nampula         | 7   | 5 | 3 | 1 | 1 | 9  | 6  | +3   |
| 4    | Estrela Vermelha de Pemba    | 5   | 5 | 2 | 1 | 2 | 3  | 4  | -1   |
| 5    | Estrela Vermelha de Lichinga | 2   | 5 | 1 | 0 | 4 | 4  | 10 | -6   |
| 6    | Inguri de Angoche            | 1   | 5 | 0 | 1 | 4 | 3  | 13 | -10  |

| Rang | Équipe                        | Pts | J | G | N | P | Bp | Bc | Diff |
| ---- | ----------------------------- | --- | - | - | - | - | -- | -- | ---- |
| 1    | Palmeiras de Beira            | 9   | 5 | 4 | 1 | 0 | 11 | 3  | +8   |
| 2    | GD Companhia Têxtil do Punguè | 8   | 5 | 4 | 0 | 1 | 5  | 4  | +1   |
| 3    | Textáfrica do Chimoio         | 6   | 5 | 2 | 2 | 1 | 9  | 4  | +5   |
| 4    | Desportivo de Tete            | 4   | 5 | 2 | 0 | 3 | 9  | 9  | 0    |
| 5    | Clube Ferroviário da Beira    | 3   | 5 | 1 | 1 | 3 | 2  | 5  | -3   |
| 6    | Estrela Vermelha de Beira     | 0   | 5 | 0 | 0 | 5 | 1  | 12 | -11  |

| Rang | Équipe                      | Pts | J | G | N | P | Bp | Bc | Diff |
| ---- | --------------------------- | --- | - | - | - | - | -- | -- | ---- |
| 1    | CD Maxaquene                | 10  | 6 | 4 | 2 | 0 | 13 | 2  | +11  |
| 2    | Clube Ferroviario de Maputo | 8   | 6 | 3 | 2 | 1 | 9  | 4  | +5   |
| 3    | Nova Aliança                | 8   | 6 | 4 | 0 | 2 | 9  | 5  | +4   |
| 4    | CD Matchedje                | 8   | 6 | 3 | 2 | 1 | 13 | 9  | +4   |
| 5    | CD Costa do SolT            | 6   | 6 | 3 | 0 | 3 | 9  | 5  | +4   |
| 6    | FC Manisa                   | 2   | 6 | 1 | 0 | 5 | 9  | 16 | -7   |
| 7    | FC Tavene                   | 0   | 6 | 0 | 0 | 6 | 3  | 24 | -21  |

|  | Qualification pour la poule finale |
|  | T : Tenant du titre                |

### Poule finale
Tous les matchs sont disputés à l'Estadio Nacional da Machava de Maputo. Le classement complet n'est pas connu.
| Rang | Équipe                        | Pts | J | G | N | P | Bp | Bc | Diff |
| ---- | ----------------------------- | --- | - | - | - | - | -- | -- | ---- |
| 1    | GD Companhia Têxtil do Punguè |     | 6 |   |   |   |    |    |      |
| 2    | Nova Aliança                  |     | 6 |   |   |   |    |    |      |
| 3    | CD Maxaquene                  |     | 6 |   |   |   |    |    |      |
|      | Clube Ferroviario de Maputo   |     | 6 |   |   |   |    |    |      |
|      | Palmeiras de Beira            |     | 6 |   |   |   |    |    |      |
|      | Palmeiras de Quelimane        |     | 6 |   |   |   |    |    |      |
|      | Sesel de Luabo                |     | 6 |   |   |   |    |    |      |

|  | Qualification pour la Coupe des clubs champions africains 1982 |

## Bilan de la saison
| Championnat du Mozambique de football 1981 |                                           |
| Champion                                   | GD Companhia Têxtil do Punguè (1er titre) |
| Coupes et trophées                         |                                           |
| Vainqueur de la Coupe du Mozambique 1981   | Grupo Desportivo de Maputo                |
| Qualifications continentales               |                                           |
| Coupe des clubs champions africains 1982   | GD Companhia Têxtil do Punguè             |
| Coupe des Coupes 1982                      | Grupo Desportivo de Maputo                |
| Promotions et relégations                  |                                           |
| Promus en Moçambola                        | Aucun                                     |
| Relégués                                   | Aucun                                     |